# Ligne 2 du métro de Lille
Vous lisez un « article de qualité » labellisé en 2014.
La ligne 2 du métro de Lille est une des deux lignes du métro de la métropole lilloise. Elle relie les trois grandes villes de la conurbation Lille - Roubaix - Tourcoing mais passe également par les villes de Mons-en-Barœul, Villeneuve-d'Ascq, Wasquehal et Croix. Elle relie les stations Saint-Philibert, dans le quartier lillois de Lomme, et CH Dron à Tourcoing, à quelques centaines de mètres de la frontière belge.
Cette seconde ligne est ouverte le 1er avril 1989 sur le tronçon Saint-Philibert –  Gares en tant que ligne 1 bis. Elle connaît quatre extensions vers le nord-est de la métropole : en 1994 jusqu'à la station Gare Lille-Europe, en 1995 jusqu'à Fort de Mons, en 1999 jusqu'à l'arrêt Tourcoing - Centre et le 27 octobre 2000 jusqu'à CH Dron. La ligne connaît un franc succès et atteint les 180 000 voyages par jour en 2013.
Longue de 31,1 km, dont 25,9 km traversés en parcours souterrain, elle comporte quarante-quatre stations. La ligne 2 est la plus longue ligne de métro de France. Le matériel roulant était uniquement composé de VAL 206 de 1989 à 1999. Depuis 1999, quelques VAL 208 circulent sur la ligne. La technologie du Véhicule automatique léger, ou VAL, a été créée dans les locaux de l'université des sciences et technologies de Lille.

## Histoire

### Naissance de la ligne 1 bis
En 1974, l'EPALE avec le soutien d'Arthur Notebart, président de la Communauté Urbaine de Lille (CUDL), présente un projet de développement des transports en commun de la métropole lilloise comprenant quatre lignes de métro,. La première ligne est prioritaire pour la CUDL car elle relie les universités Lille 1 et Lille III sises à Villeneuve-d'Ascq au Centre hospitalier universitaire de Lille en passant par le centre-ville de Lille, au grand dam des élus de Roubaix et Tourcoing et de la Chambre de commerce qui veulent faire de l'axe Lille-Roubaix-Tourcoing « la véritable épine de la métropole ». La conséquence de ce projet ambitieux est la forte augmentation du budget prévisionnel, passant de 230 millions à 875 millions de francs.
Les travaux de la première ligne sont effectués de 1977 à 1983 par la société Matra ainsi que la SOFRETU. Le 25 avril 1983, la ligne est partiellement ouverte entre les stations Quatre Cantons et République. Un an plus tard, le tronçon République – CHR B-Calmette est mis en service. Le succès de la ligne est sans équivoque : plus de treize millions d'usagers empruntent la ligne 1 de mai 1983 à mars 1984.
Après d'âpres discussions et un vote serré, la CUDL adopte le tracé définitif de la partie ouest de la ligne 1 bis et vote le début des premiers travaux sur cette ligne le 3 février 1984,. Le terminus ouest de la ligne est fixé à Lomme alors que le projet initial prévoyait un terminus à Lambersart, moins à l'ouest. Le maire de Lomme, Arthur Notebart, s'est ainsi associé avec les élus des villes de l'ouest lillois pour privilégier la partie ouest de la ligne lors du vote.

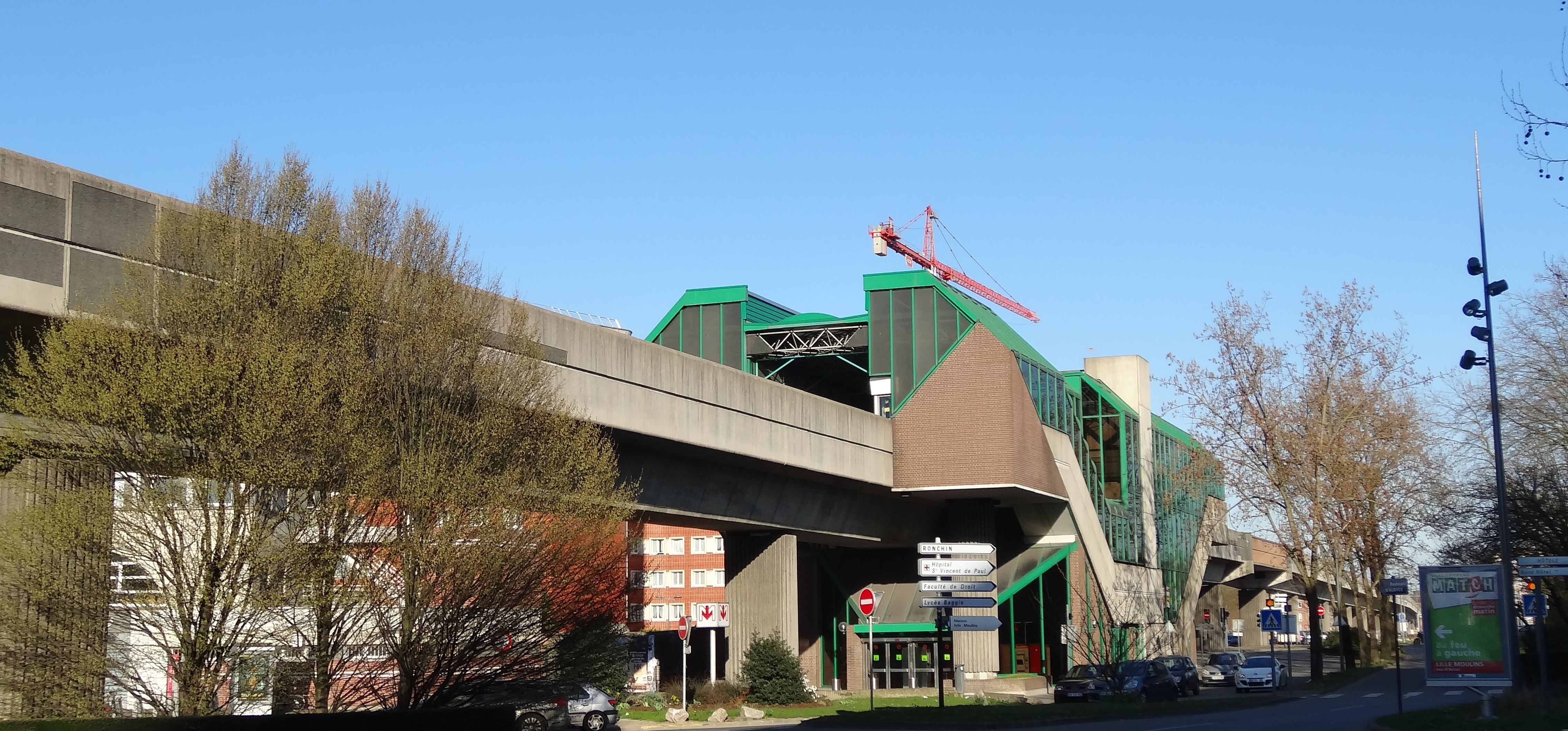
Située sur le tronçon ouest de la ligne 1 bis, la station Porte d'Arras ouvre ses portes en avril 1989.

Mais cette adoption s'est faite dans un climat de doute. Le coût de la ligne 1 est estimé de plus de 2 milliards de francs et la communauté urbaine s'inquiète sur la possibilité financière de construire en totalité la deuxième ligne.
Les travaux de gros-œuvre sont lancés en avril 1985 pour la ligne 1 bis. Un garage est construit après le terminus de la ligne Saint-Philibert à Lomme. Le viaduc de Saint-Philibert est la première section de la ligne achevée ; suivent le deuxième viaduc de la ligne entre Porte des Postes et Foire Commerciale, les sections en tranchée couverte puis les tronçons creusés par les tunneliers pour atteindre le terminus situé à la station Gares. Les travaux de gros-œuvre dans les stations ont lieu en 1987 et la voie est posée en 1988. La voie est constituée de la piste de roulement et des pistes latérales de guidage. Ces pistes sont composées de poutrelles H. Cependant, les poutrelles de la piste de roulement ont la particularité d'être très larges par rapport à leur hauteur et rainurées. Les rainures permettent d'obtenir de meilleures performances en matière de freinage des rames.
Finalement, la ligne 1 bis est opérationnelle fin 1988 et des essais y sont effectués pendant quatre mois. Dans un souci de commodité pour le contrôle des lignes, le PCC qui était basé à Villeneuve-d'Ascq, emménage dans la station Gares. La ligne est mise en service le 1er avril 1989 et les trajets sont gratuits le 1er et le 2 avril. L'inauguration officielle a lieu le 28 avril en présence des élus de la CUDL et d'Arnaud Lagardère, président de Matra. Le report de la date d'inauguration est dû à des problèmes techniques.

### Changement de nom et extensions
Plusieurs discussions ont lieu à la CUDL à propos de l'extension de la ligne vers le nord-est de la métropole. Le projet initial était de prolonger la ligne en suivant le Grand Boulevard, en direction de Roubaix puis de Tourcoing ; le métro aurait ainsi remplacé le Mongy, dont la question du devenir est régulièrement évoquée à la CUDL. Ce projet est contesté par le maire de Mons-en-Barœul, qui souhaite voir le métro passer dans sa ville après avoir été écarté du tracé de la ligne 1, ainsi que ceux de La Madeleine et Marcq-en-Barœul, qui ne veulent pas d'un viaduc sur le Grand Boulevard.
Finalement, la CUDL retire ce projet de passage par le Grand Boulevard et décide après plusieurs votes en 1989 et 1990 de faire passer la ligne 1 bis par un chemin différent du tramway, c'est-à-dire par Mons-en-Barœul. La Communauté urbaine décide également de la rénovation du tramway et lance un appel d'offres qui sera remporté par Breda. Ces votes ont eu lieu après l'élection du maire de Lille Pierre Mauroy à la tête de la CUDL, obtenant ainsi le poste de son grand rival Arthur Notebart. Pierre Mauroy a eu le soutien des maires des plus grandes villes de la métropole non desservies par le métro, furieux à cause de l'adoption du premier tronçon de la ligne 1 bis.
Mais alors que se pose la question du financement de ce long prolongement, la CUDL règle le problème en se tournant vers l'Europe. Aux noms de la mauvaise passe économique que connaît la région et de la volonté de participer à la construction européenne en collaborant avec la proche Belgique via le programme Interreg, la CUDL obtient des subventions de la part du Fonds européen de développement régional ce qui permet d'envisager un prolongement de la ligne. Le budget pour ce prolongement de 20 kilomètres est de 6,8 milliards de francs.

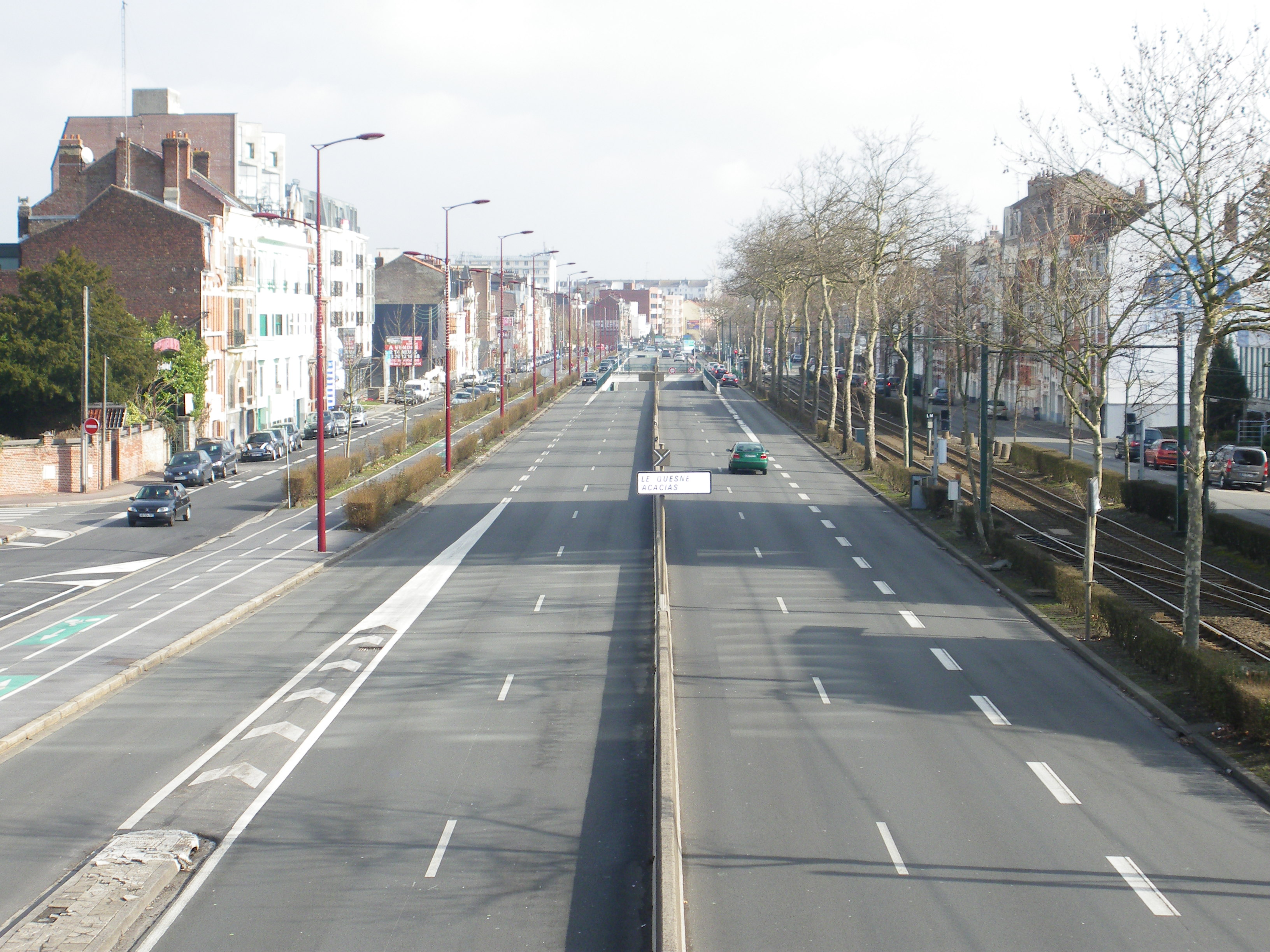
Initialement prévu au sein de la Communauté urbaine, le tracé de la deuxième ligne passant par le Grand Boulevard est annulé.

La première extension à la ligne 1 bis est la création d'une station qui relierait la Gare de Lille-Europe et le quartier d'Euralille en construction au reste de la ville de Lille. Ces chantiers sont motivés par l'arrivée du LGV Nord à Lille et son tracé qui traverse le centre de la ville. Le tronçon de 500 mètres et la station Gare Lille-Europe sont mis en service début mai 1994. À cette occasion, la station Gares est renommée Gare Lille-Flandres et la ligne 1 bis devient la ligne 2,.
La ligne 2 continue ensuite son prolongement vers l'est et Mons-en-Barœul. Le tronçon Gare Lille-Europe — Fort de Mons est opérationnel en février 1995 puis mis en service commercial le 18 mars de la même année. D'une longueur de 3 kilomètres, il comporte quatre nouvelles stations, une à Lille et trois à Mons-en-Barœul, ainsi que le garage souterrain Mac Donald situé peu après Fort de Mons.
Le troisième prolongement de la ligne est le plus long. D'environ 13 kilomètres de longueur, il relie les stations Fort de Mons et Tourcoing - Centre en passant par Villeneuve-d'Ascq, Wasquehal, Croix, Roubaix et donc Tourcoing. Les travaux débutent en 1993 avec le viaduc de Villeneuve-d'Ascq long de 1 300 mètres sur lequel la station aérienne Les Prés est construite.
Sur le reste de la ligne, le chantier ne s'effectue pas de façon linéaire, il est divisé en plusieurs sections. La section F, par exemple, est un tunnel d'un peu plus de 2 kilomètres comprenant les stations Jean-Jaurès, Wasquehal - Pavé de Lille et Wasquehal - Hôtel de Ville. Le tracé de ce tunnel suit le principe déjà appliqué pour la première ligne, c'est-à-dire une plongée à la sortie de chaque station et une remontée avant d'aborder la station suivante. Ce concept a pour objectif l'économie d'énergie et l'évitement de l'usure des freins.
Ainsi, seize nouvelles stations sont ouvertes le 18 août 1999. Le même jour, les premières rames VAL 208 circulent sur le réseau lillois.
La quatrième et dernière extension de la ligne 2 a lieu l'année suivante. Le 27 octobre 2000, le Premier ministre Lionel Jospin inaugure le tronçon entre les stations Tourcoing - Centre et CH Dron, soit cinq nouvelles stations tourquennoises sur 3 kilomètres. Le lendemain, ces nouvelles stations sont mises en service commercial.

### Augmentation de la fréquence en heures de pointe
Le 18 janvier 2021, la fréquence du tronçon central entre les stations Lomme - Lambersart - Arthur-Notebart et Roubaix - Grand-Place est porté à 1 minute 18 au lieu de 1 minute 30 en heures de pointe du lundi au vendredi par la mise en place de services partiels. À l'inverse, la fréquence est réduite à 2 minutes 30 sur le reste de la ligne durant cette période. Des écrans indiquant le terminus et des annonces sonores dédiées ont été mis en place.

## Tracé et stations

### Tracé

Tracé géographiquement exact de la ligne 2.

La ligne 2 relie la station Saint-Philibert à Lomme, une commune associée de Lille, à la station CH Dron à Tourcoing en s'arrêtant à 44 stations et en parcourant 31,130 km. Elle traverse huit communes. D'une longueur totale de 31,130 km, la ligne est souterraine sur 25,830 km (39 stations) et aérienne sur 5,300 km (5 stations). La distance moyenne entre les stations est de 727 mètres. La ligne 2 est la ligne de métro la plus longue de province, loin devant la ligne 1 lilloise et la ligne D de Lyon (les deux sont longues de 13 km environ). La ligne a été construite selon trois techniques : viaduc, tranchée couverte et tunnel profond.
La ligne prend naissance au garage-atelier du Grand But à Lomme, dépôt et centre d'entretien des rames. À partir du garage, le tracé s'élève en viaduc pour atteindre la station Saint-Philibert située à côté de l'hôpital éponyme.
Le tracé plonge ensuite en tunnel profond au niveau de la rocade Nord-Ouest pour rejoindre la place du Maréchal Leclerc où est implantée la station Bourg. À partir de cette dernière, le tracé va cheminer sous l'avenue de Dunkerque qui est l'axe de liaison entre les villes de Lomme, Lambersart et Lille. Six stations ponctuent ce parcours : Maison des Enfants, Mitterie, Pont Supérieur, Lomme - Lambersart - Arthur-Notebart, Canteleu - Euratechnologies et Bois Blancs.
La ligne passe ensuite sous les deux bras de la Deûle pour atteindre la station Port de Lille. Le tracé poursuit sa route et arrive à la station Cormontaigne située sous la place éponyme. La ligne emprunte ensuite en tranchée couverte le boulevard Montebello sur lequel la station éponyme se trouve puis arrive à la place Barthélémy-Dorez. Sous cette place, la station Porte des Postes est desservie par la ligne 2 mais également par la ligne 1.
Le tracé s'élève de nouveau en viaduc au-dessus des boulevards de Strasbourg, d'Alsace et de Belfort. Ces boulevards reprennent le tracé des anciennes fortifications construites au XIXe siècle. Les noms des stations desservies sont ceux des anciennes portes de la ville qui ont disparu lors de la destruction des remparts au début du XXe siècle : Porte d'Arras, Porte de Douai - Jardin des Plantes et Porte de Valenciennes. La ligne continue son parcours aérien au-dessus de l'ancienne gare de Lille-Saint-Sauveur et retourne sous terre (en tranchée couverte) pour accéder à la station Lille Grand Palais.
Au sortir de la station, le tracé passe en tunnel profond et arrive à Mairie de Lille. Après avoir quitté cette station, le tracé chemine sous quelques rues de Lille-Centre pour atteindre la place des Buisses et la station Gare Lille-Flandres, autre station en correspondance avec la ligne 1.
Après avoir quitté la station, le tracé emprunte l'ancien tunnel du tramway. Ce tracé entre dans la station Gare Lille-Europe qui se trouve en dessous de la gare de Lille-Europe. La ligne passe ensuite sous le boulevard périphérique et la rue du Faubourg de Roubaix sous laquelle est située la dernière station qui dessert le territoire lillois, Saint-Maurice Pellevoisin.
Le tracé plonge sous la voie rapide urbaine et arrive dans la ville de Mons-en-Barœul en tranchée couverte. Trois stations à quai central desservent cette ville : Mons Sarts, Mairie de Mons et Fort de Mons.
Après avoir traversé Mons-en-Barœul, la ligne sort de terre et arrive à la station aérienne Les Prés - Edgard-Pisani, située à Villeneuve-d'Ascq. Le tracé enjambe ensuite l'autoroute A22 puis retourne sous terre. La ligne se développe en tranchée couverte jusqu'à la station Jean-Jaurès qui est située à proximité de l'avenue du même nom.

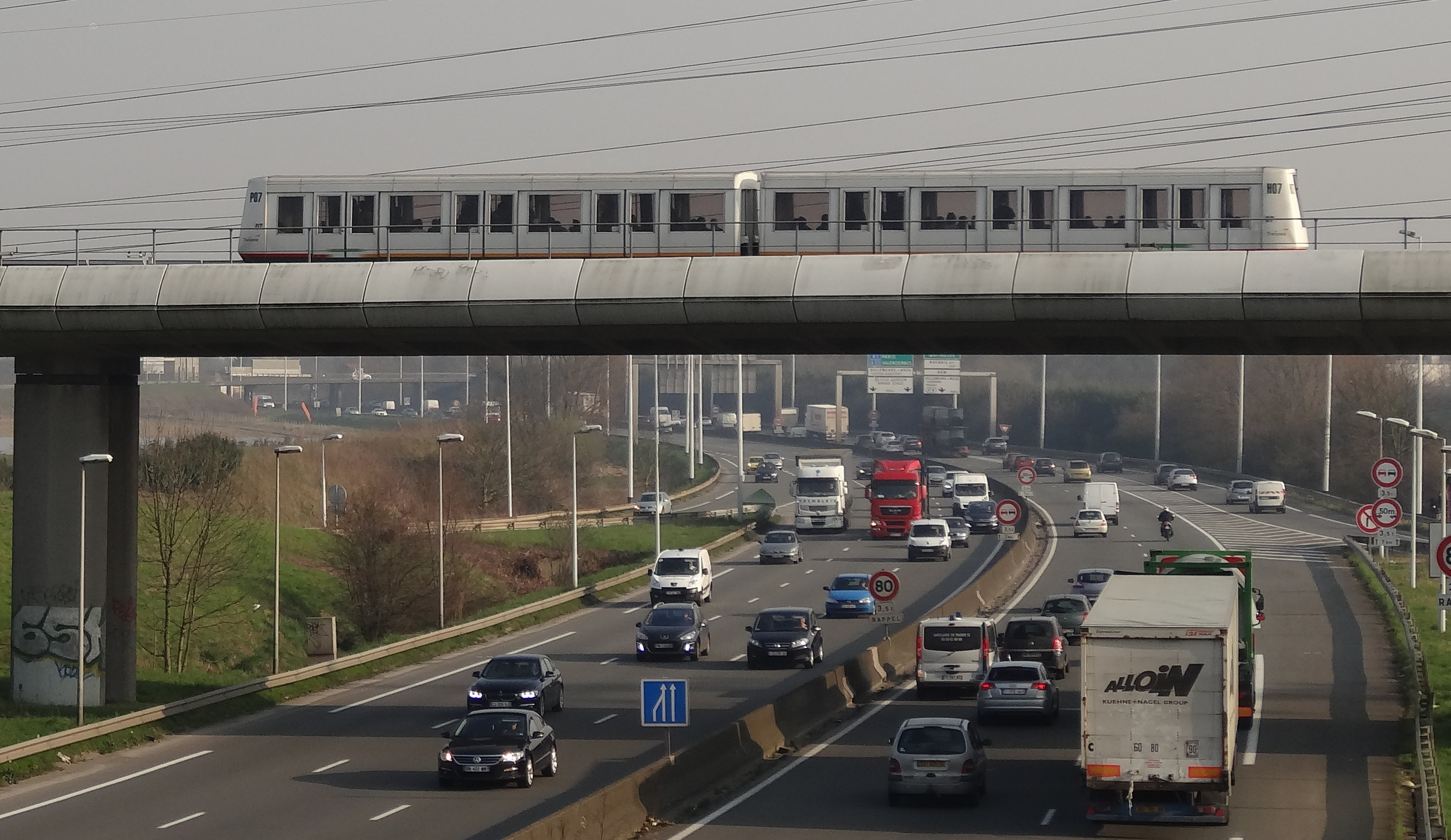
À Villeneuve-d'Ascq, la ligne passe en viaduc au-dessus de l'autoroute A22.

Le tracé se développe en souterrain profond sous le golf du Sart puis traverse le secteur du Pavé de Lille, là ou est implantée la station Wasquehal - Pavé de Lille. La ligne débouche sur la place du Général de Gaulle, la station Wasquehal - Hôtel de Ville s'y trouve. La ligne arrive ensuite dans la commune de Croix. Elle passe sous la place des Martyrs (station Croix - Centre) puis sous la rue Édouard Herriot (station Mairie de Croix).
La ligne continue ensuite de cheminer en direction de Roubaix et s'arrête à la station Épeule - Montesquieu, station située à l'intersection du boulevard Montesquieu avec la rue de Lille. Le tracé poursuit sa route sous la rue de Lille jusqu'à l'intersection avec la rue de Soubise. La station Roubaix - Charles-de-Gaulle s'y trouve à proximité.
La ligne s'incurve pour rejoindre la place de la Liberté où est située la station Eurotéléport. Le tracé passe ensuite par la Grand-Place sous laquelle est implantée la station éponyme. La ligne s'incurve une nouvelle fois pour rejoindre la station Gare Jean-Lebas Roubaix située en face de la gare de Roubaix. Le tracé passe par le boulevard de la République où est implantée la station suivante, Alsace - Plaine Images.
La ligne passe sous le canal de Roubaix et la voie rapide urbaine pour rejoindre Tourcoing et la station Mercure. Le tracé chemine ensuite vers l'intersection entre le boulevard Gambetta et la rue des Carliers où est située la station Carliers. La ligne 2 continue son parcours en passant par Gare de Tourcoing, Tourcoing - Centre et Colbert. La ligne débouche place des Phalempins où se trouve la station éponyme puis continue vers Pont de Neuville.
Le tracé passe ensuite sous les rues du Roitelet et du Docteur Schweitzer sous laquelle se situe la station Bourgogne et termine sa course à l'intersection des rues du Président Coty et André Gide où est implantée la station terminus CH Dron.

### Liste des stations
La ligne comporte quarante-quatre stations au total. Cinq d'entre elles sont aériennes (Saint-Philibert, Porte d'Arras, Porte de Douai - Jardin des Plantes, Porte de Valenciennes et Les Prés - Edgard-Pisani), le reste étant des stations sous terre.

|  |   |  | Station                              | Lat./Long.                  | Communes desservies               | Correspondances                        |
|  | - |  | ------------------------------------ | --------------------------- | --------------------------------- | -------------------------------------- |
|  | ■ |  | Saint-Philibert                      | 50° 39′ 08″ N, 2° 58′ 27″ E | Lille (Lomme)                     |                                        |
|  | • |  | Bourg                                | 50° 38′ 44″ N, 2° 59′ 07″ E | Lille (Lomme)                     |                                        |
|  | • |  | Maison des Enfants                   | 50° 38′ 46″ N, 2° 59′ 41″ E | Lille (Lomme)                     |                                        |
|  | • |  | Mitterie                             | 50° 38′ 49″ N, 3° 00′ 28″ E | Lille (Lomme)                     |                                        |
|  | • |  | Pont Supérieur                       | 50° 38′ 41″ N, 3° 00′ 50″ E | Lille (Lomme)                     |                                        |
|  | • |  | Lomme - Lambersart - Arthur-Notebart | 50° 38′ 27″ N, 3° 01′ 07″ E | Lille (Lomme), Lambersart         |                                        |
|  | • |  | Canteleu - Euratechnologies          | 50° 38′ 14″ N, 3° 01′ 28″ E | Lille (Bois-Blancs)               |                                        |
|  | • |  | Bois Blancs                          | 50° 38′ 04″ N, 3° 01′ 50″ E | Lille (Bois-Blancs)               |                                        |
|  | • |  | Port de Lille                        | 50° 37′ 49″ N, 3° 02′ 07″ E | Lille (Vauban-Esquermes)          |                                        |
|  | • |  | Cormontaigne                         | 50° 37′ 34″ N, 3° 02′ 25″ E | Lille (Vauban-Esquermes)          |                                        |
|  | • |  | Montebello                           | 50° 37′ 19″ N, 3° 02′ 44″ E | Lille (Vauban-Esquermes)          |                                        |
|  | • |  | Porte des Postes                     | 50° 37′ 06″ N, 3° 03′ 00″ E | Lille (Wazemmes)                  | (1)                                    |
|  | • |  | Porte d'Arras                        | 50° 37′ 03″ N, 3° 03′ 44″ E | Lille (Moulins)                   |                                        |
|  | • |  | Porte de Douai - Jardin des Plantes  | 50° 37′ 05″ N, 3° 04′ 20″ E | Lille (Moulins)                   |                                        |
|  | • |  | Porte de Valenciennes                | 50° 37′ 16″ N, 3° 04′ 44″ E | Lille (Moulins)                   |                                        |
|  | • |  | Lille Grand Palais                   | 50° 37′ 46″ N, 3° 04′ 30″ E | Lille (Lille-Centre)              |                                        |
|  | • |  | Mairie de Lille                      | 50° 37′ 57″ N, 3° 04′ 15″ E | Lille (Lille-Centre)              |                                        |
|  | • |  | Gare Lille-Flandres                  | 50° 38′ 14″ N, 3° 04′ 15″ E | Lille (Gare de Lille-Flandres)    | TER Hauts-de-France TGV inOui et Ouigo |
|  | • |  | Gare Lille-Europe                    | 50° 38′ 22″ N, 3° 04′ 35″ E | Lille (Gare de Lille-Europe)      | TERGV TGV inOui Eurostar               |
|  | • |  | Saint-Maurice Pellevoisin            | 50° 38′ 32″ N, 3° 05′ 19″ E | Lille (Saint-Maurice Pellevoisin) |                                        |
|  | • |  | Mons Sarts                           | 50° 38′ 31″ N, 3° 05′ 56″ E | Mons-en-Barœul                    |                                        |
|  | • |  | Mairie de Mons                       | 50° 38′ 32″ N, 3° 06′ 35″ E | Mons-en-Barœul                    |                                        |
|  | • |  | Fort de Mons                         | 50° 38′ 31″ N, 3° 07′ 10″ E | Mons-en-Barœul, Villeneuve-d'Ascq |                                        |
|  | • |  | Les Prés - Edgard-Pisani             | 50° 39′ 00″ N, 3° 07′ 35″ E | Villeneuve-d'Ascq                 |                                        |
|  | • |  | Jean-Jaurès                          | 50° 39′ 31″ N, 3° 08′ 06″ E | Villeneuve-d'Ascq                 |                                        |
|  | • |  | Wasquehal - Pavé de Lille            | 50° 39′ 51″ N, 3° 07′ 49″ E | Wasquehal                         | (R)                                    |
|  | • |  | Wasquehal - Hôtel de Ville           | 50° 40′ 11″ N, 3° 07′ 52″ E | Wasquehal                         |                                        |
|  | • |  | Croix - Centre                       | 50° 40′ 27″ N, 3° 08′ 48″ E | Croix                             |                                        |
|  | • |  | Mairie de Croix                      | 50° 40′ 45″ N, 3° 09′ 21″ E | Croix                             |                                        |
|  | • |  | Épeule - Montesquieu                 | 50° 41′ 03″ N, 3° 09′ 48″ E | Roubaix                           |                                        |
|  | • |  | Roubaix - Charles-de-Gaulle          | 50° 41′ 12″ N, 3° 10′ 11″ E | Roubaix                           |                                        |
|  | • |  | Eurotéléport                         | 50° 41′ 27″ N, 3° 10′ 46″ E | Roubaix                           | (R)                                    |
|  | • |  | Roubaix - Grand-Place                | 50° 41′ 31″ N, 3° 10′ 29″ E | Roubaix                           |                                        |
|  | • |  | Gare Jean-Lebas Roubaix              | 50° 41′ 44″ N, 3° 09′ 49″ E | Roubaix                           | TER Hauts-de-France TGV inOui          |
|  | • |  | Alsace - Plaine Images               | 50° 42′ 01″ N, 3° 09′ 40″ E | Roubaix                           |                                        |
|  | • |  | Mercure                              | 50° 42′ 18″ N, 3° 09′ 38″ E | Tourcoing                         |                                        |
|  | • |  | Carliers                             | 50° 42′ 39″ N, 3° 09′ 36″ E | Tourcoing                         |                                        |
|  | • |  | Gare de Tourcoing                    | 50° 43′ 00″ N, 3° 09′ 46″ E | Tourcoing                         | TER Hauts-de-France TGV inOui et Ouigo |
|  | • |  | Tourcoing - Centre                   | 50° 43′ 18″ N, 3° 09′ 35″ E | Tourcoing                         | (T)                                    |
|  | • |  | Colbert                              | 50° 43′ 32″ N, 3° 09′ 24″ E | Tourcoing                         |                                        |
|  | • |  | Phalempins                           | 50° 43′ 57″ N, 3° 09′ 28″ E | Tourcoing                         |                                        |
|  | • |  | Pont de Neuville                     | 50° 44′ 12″ N, 3° 10′ 17″ E | Tourcoing                         |                                        |
|  | • |  | Bourgogne                            | 50° 44′ 22″ N, 3° 10′ 47″ E | Tourcoing                         |                                        |
|  | ■ |  | CH Dron                              | 50° 44′ 37″ N, 3° 10′ 51″ E | Tourcoing                         |                                        |

(Les stations en gras servent de départ ou de terminus à certaines missions)

### Stations ayant changé de nom

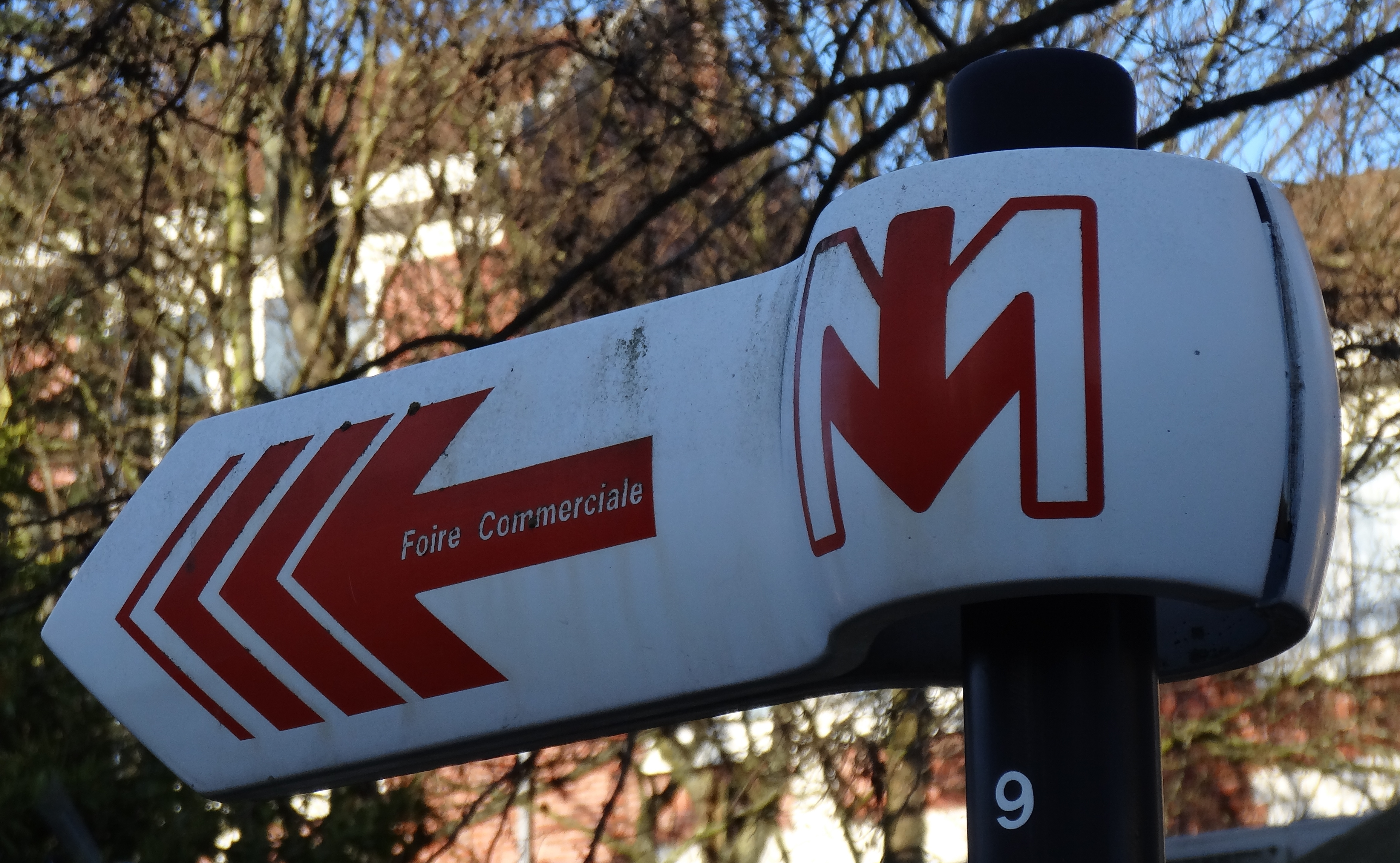
Panneau indiquant la station Foire Commerciale, ancienne appellation de Lille Grand Palais.

Plusieurs stations du réseau ont changé de nom depuis leur inauguration. La station Gares devient en 1994 Gare Lille-Flandres à la suite de la mise en service de la station Gare Lille-Europe. La même année, Petite Chapelle prend le nom Bois Blancs tandis que l'appellation Lille Grand Palais remplace Foire Commerciale.
Le 6 mars 2017, quatre stations changent de nom. Les Prés devient Les Prés - Edgard-Pisani, Croix - Mairie change en Mairie de Croix, Gare - Jean-Lebas et Tourcoing - Sébastopol prennent respectivement les noms Gare Jean-Lebas Roubaix et Gare de Tourcoing. Six mois plus tard, la station Lomme - Lambersart prend le nom de Lomme - Lambersart - Arthur-Notebart en hommage à Arthur Notebart, instigateur du métro lillois.
En avril 2024, trois stations de la ligne voient leur nom modifié. Canteleu devient Canteleu - Euratechnologies, Porte de Douai est renommée Porte de Douai - Jardin des Plantes et Alsace devient Alsace - Plaine Images.

### Stations à thèmes ou particulières
À partir d'un cahier des charges prévoyant entre autres l'accessibilité aux personnes handicapées et l'utilisation de portes palières, l'originalité est de mise. Le réseau lillois (ligne 1 et ligne 2 confondues) se fait remarquer par le fait que chaque station possède son propre style architectural. Lors de la construction des stations, chaque architecte de station a pu choisir l'artiste qu'il souhaitait pour l'ornement.
Les œuvres d'art varient donc selon l'arrêt. À la station Gare Lille-Europe, une fresque appliquée sur trois murs de 900 m2 a été réalisée par Jean Pattou. Pour cette fresque géante, l'École spéciale d'architecture lui a décerné un prix en 2000. La station Croix - Centre est également ornée d'une fresque murale, réalisée sur le plafond. Station Porte de Valenciennes, une main géante du sculpteur César semble soutenir un pilier. À l'arrêt Eurotéléport, un grand dôme laissant passer la lumière du jour est l'œuvre de Thierry Baron, Sylvie Castel et Philippe Louguet,.

### Station et prolongement fantôme
Une station supplémentaire située au-dessus des anciennes voies ferrées de la gare de Lille-Saint-Sauveur a été prévue lors de la construction de la ligne 2. Cette station, située entre Porte de Valenciennes et Lille Grand Palais, existe dans les programmes de circulation des rames au PCC. Cependant, seul le renforcement de la voie a été réalisé et le gros œuvre de la station reste à faire. Cette station fantôme est évoquée en 2009, lorsque les élus lillois se sont penchés sur la reconversion de la friche Saint-Sauveur.
Une sous-section de la ligne 2 devait être réalisé à partir de la station Roubaix - Charles-de-Gaulle vers Wattrelos. Or, ce prolongement a été classé sans suite. Un aiguillage posé dans le cadre de cette extension mort-née existe toujours entre la station Roubaix - Charles-de-Gaulle et Eurotéléport. Cet aiguillage mène soit vers la station Eurotéléport, soit vers un mur.

### Ateliers et garages

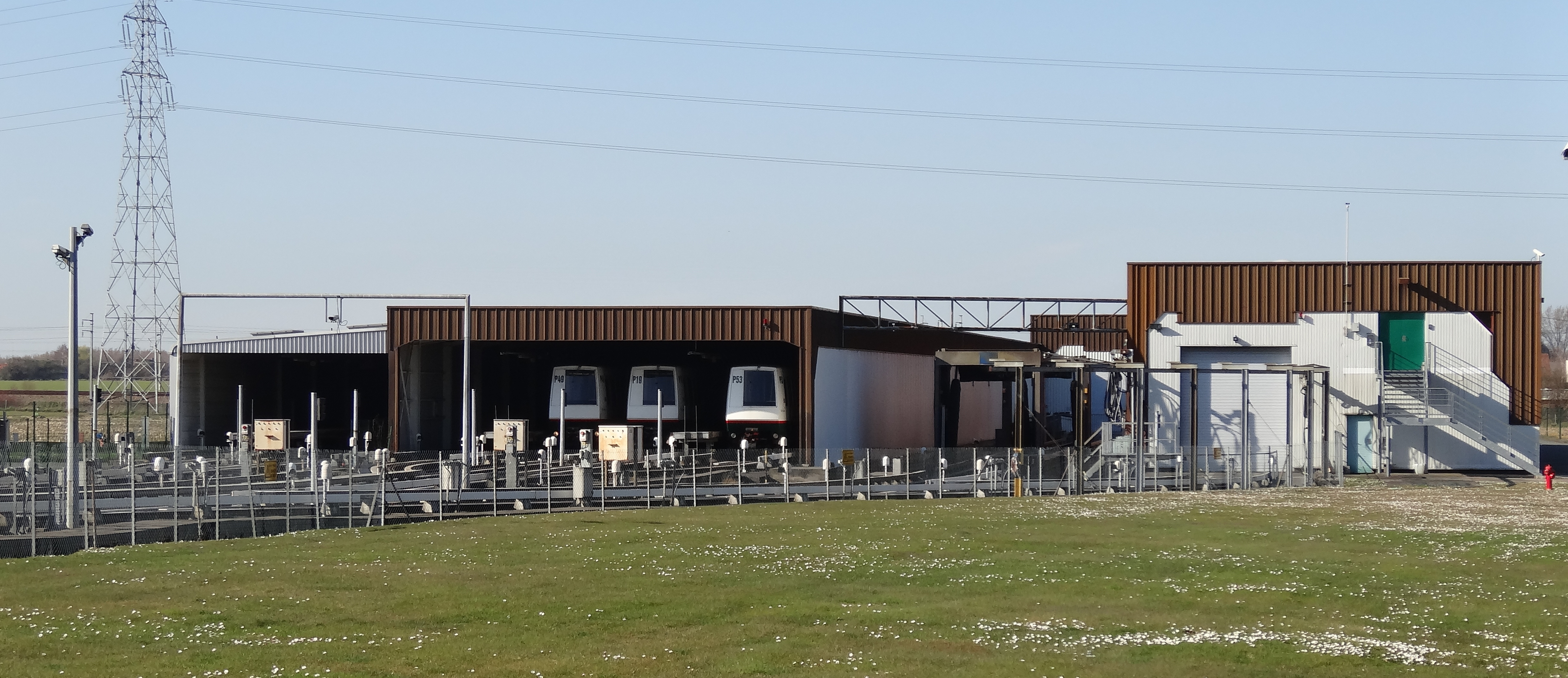
Le garage-atelier du Grand But, basé à Lomme et ouvert depuis 1989.

La ligne compte un garage-atelier au-delà de chaque terminus et un garage de stockage. Si le garage de stockage ne permet que le stockage des rames, un garage-atelier assure la maintenance et la réparation des rames en plus du stockage.
Le garage-atelier du Grand But, situé à Lomme après la station Saint-Philibert, est le plus ancien. Il permet d'accueillir jusqu'à 36 rames simultanément sur près de 3 800 m2. L'atelier recouvre une surface d'un peu moins de 1 000 m2.
Basé à Tourcoing après le terminus CH Dron, le garage-atelier du CH Dron est beaucoup plus vaste. Le garage possède une superficie de 3 650 m2 et peut contenir 30 rames. L'atelier principal, équipé de 12 lignes de vérins, s'étend sur presque un hectare. Le site est également doté d'une piste d'essais longue de 400 mètres.
Enfin, un garage uniquement de stockage existe vers le milieu de la ligne. Garage souterrain, il est accessible à partir de la station Fort de Mons sur la ville de Mons-en-Barœul et peut recevoir 22 rames sur près de 4 000 m2.

## Exploitation

### Amplitude horaire et fréquences
La ligne 2 est ouverte tous les jours de l'année, exception faite du 1er mai. Ce jour sans circulation permet à Ilévia d'effecteur certains travaux comme l'assainissement des voies ou le contrôle des équipements automatiques.
En 2014, du lundi au samedi, le service démarre au terminus CH Dron à 5 h 8 du matin et au terminus Saint-Philibert quatre minutes plus tard, soit à 5 h 12 du matin. Le dimanche, les premières rames circulent à partir de 6 h 20 de la station CH Dron vers Saint-Philibert et dès 6 h 24 de la station Saint-Philibert vers CH Dron. Tous les jours de la semaine, le service se termine le lendemain, le dernier départ à partir de Gare Lille-Flandres se faisant à 0 h 0 vers CH Dron, à 0 h 30 vers Saint-Philibert et Fort de Mons. Le tronçon Fort de Mons → CH Dron en direction de ce dernier est donc inaccessible à partir de minuit, les rames s'arrêtant ainsi à Fort de Mons. Pour certains événements durant l'année, un service grande nuit est mis en place. Le service est alors soit prolongé (Fête de la musique, Lille 3000) soit sans interruption nocturne (Braderie de Lille).
En heure de pointe, il passait jusqu'en 2021 une rame toutes les minutes et demie sur la ligne. Depuis le 18 janvier 2021 et la mise en place des services partiels sur le tronçon central entre les stations Lomme - Lambersart - Arthur-Notebart et Roubaix - Grand-Place du lundi au vendredi de 7 h à 9 h puis de 16 h 30 à 18 h 45, elle est de 1 minute 18 sur ce tronçon et de 2 minutes 30 sur le reste de la ligne,. Ce fonctionnement est suspendu en juillet et août.
En heure creuse, la fréquence tombe à une rame toutes les deux à trois minutes. Les fréquences sont encore plus faibles le week-end et les jours fériés. Le minimum est d'une rame toutes les six à huit minutes en début (jusqu'à 6 heures) et fin de service (à partir de 22 heures).

### Matériel roulant

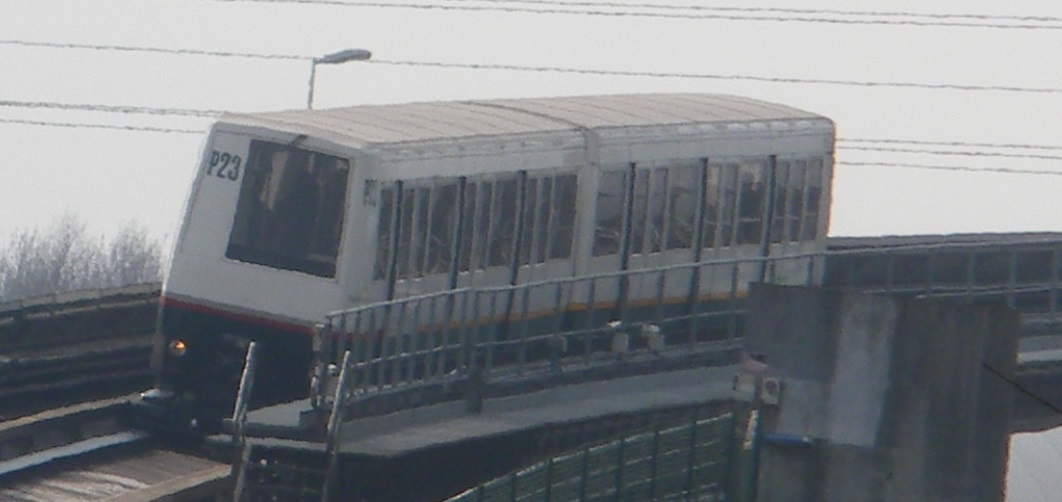
VAL 206

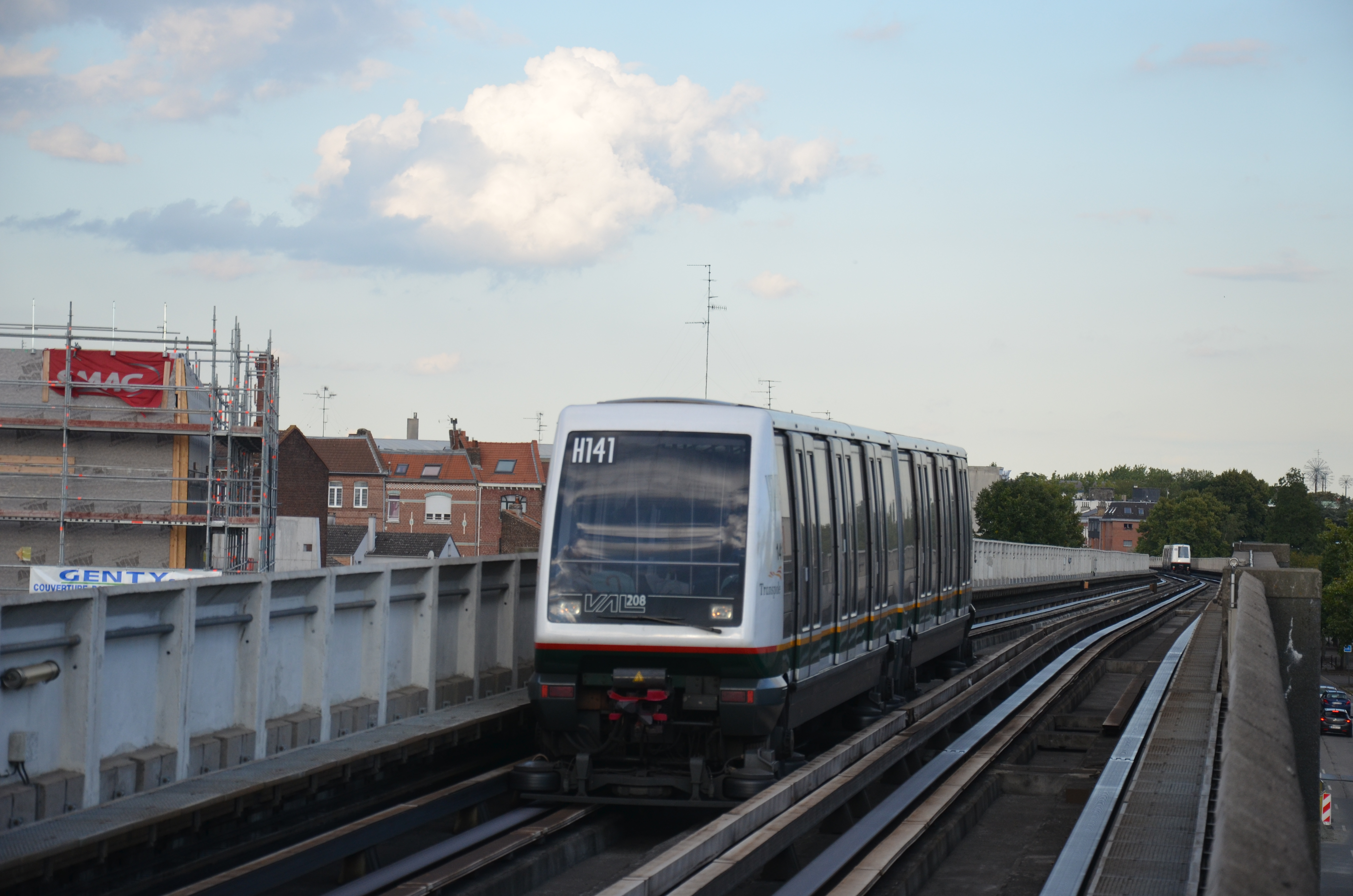
Quelques VAL 208 circulent sur la ligne 2.

Si la plupart des VAL 208 circulent sur la ligne 1, les 83 rames VAL 206 sont affectées sur la ligne 2. Les VAL 206 sont la première génération de métro automatique sur pneus de type VAL. Cette technologie a été créée par Matra dans les années 1970 en coopération avec l'Université des Sciences et Technologies de Lille. Le sigle VAL signifiait à l'origine Villeneuve-d'Ascq – Lille mais est devenu en 1975 Véhicule automatique léger.
Le 206 fait référence à la largeur d'une rame qui est de 206 cm (soit 2,06 m). Ses autres dimensions sont 26 m de longueur et 3,25 m de hauteur. Dans la rame, les dimensions sont réduites à 2,01 m de largeur et 2,05 m de hauteur. En charge normale (4 personnes debout par mètre carré), une rame peut accueillir 160 personnes. En charge exceptionnelle, soit 6 personnes par mètre carré, le VAL 206 peut contenir 208 personnes.
Dans le cahier des charges initial, il était prévu que ces rames durent trente années et roulent 2,5 millions de kilomètres. En 2005, la LMCU a confié à Siemens ces 83 rames pour la mise en place de nouveaux automatismes. Cette rénovation a coûté 6,2 millions d'euros. En 2009, Alstom et Safra se sont chargés de la révision et de la rénovation de l'intérieur des rames.
En plus des VAL 206, 7 rames VAL 208 sont utilisées pour la ligne 2. Une des principales différences entre ces deux rames est la capacité. Là où un VAL 206 peut transporter 208 personnes en charge exceptionnelle (6 personnes par mètre carré), le VAL 208 peut en transporter plus de 240.

### Personnel d'exploitation
En temps normal, aucune intervention humaine n'est nécessaire pour assurer le bon fonctionnement du système puisque chaque rame règle sa vitesse en fonction de l'heure et de la voie. Cependant, l'ensemble du réseau est surveillé et géré par la dizaine d'ATO (Agent technique opérationnel) du PCC, situé sous la station Gare de Lille-Flandres.
La salle de contrôle du PCC est équipée de nombreux écrans vidéos qui sont reliés aux caméras présentes dans les stations, à partir desquelles les ATO surveillent la sécurité des voyageurs (aussi bien au niveau de l'ambiance qu'au niveau technique). Par le biais d'ordinateurs, les opérateurs supervisent l'état de l'ensemble des équipements du métro. Ainsi, ils sont chargés de mettre en route et d'arrêter le réseau ainsi que de réguler le nombre de rames sur les voies selon les besoins des passagers.
Leur mission est d'intervenir en cas de problème. Si la situation l'exige, ils peuvent bloquer la rame et réaliser plusieurs actions afin de la faire redémarrer voire la remorquer jusqu'à un garage. Les ATO peuvent être amenés à dialoguer avec les passagers en utilisant les interphones présents dans les rames. Les ATO supervisent également l'ensemble des travaux de maintenance qui s'effectuent de jour comme de nuit, comme les travaux en tunnel qui ont lieu lors de l'arrêt d'exploitation du métro.
Les intervenants service clientèle (ISC) sont en relation avec le PCC. Les ISC assurent sur le terrain l'état des stations et celui des rames. Les techniciens de maintenance curative (TMC) sont eux chargés de la réparation des rames dans les différents garages du réseau.

### Tarification et financement

#### Tarification

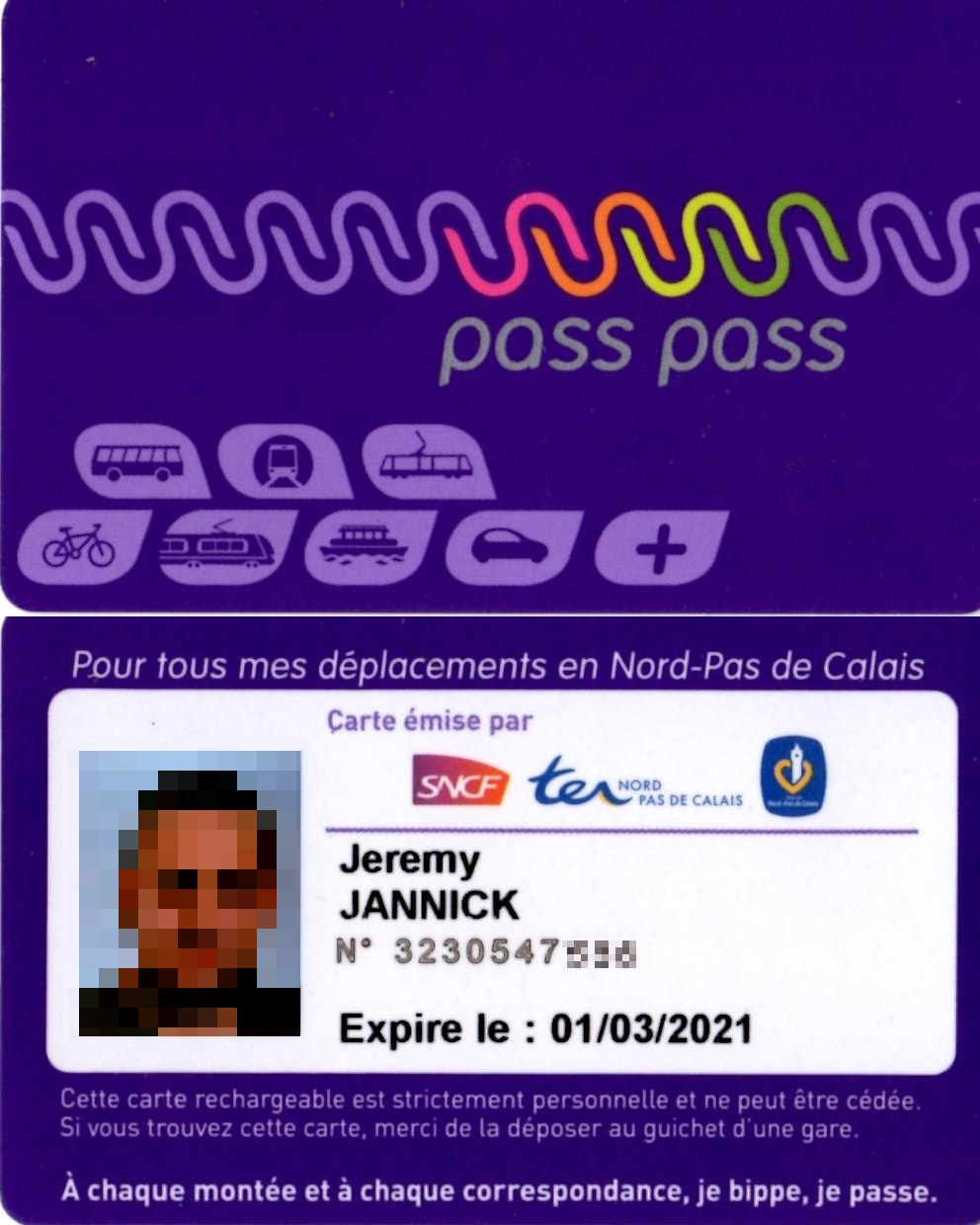
Exemple de Carte Pass Pass.

Le 25 juin 2013, les cartes à puce sans contact Pass Pass font leur apparition sur le réseau d'Ilévia. Ce dernier a cessé de vendre les titres de transport cartonnés au 1er janvier 2014. Cependant, une période de transition jusqu'au 16 juin a permis aux usagers d'utiliser les tickets papier restants. Depuis cette date, les composteurs ont été retirés et les utilisateurs peuvent échanger les tickets cartonnés contre des titres Pass Pass.
Trois types de cartes Pass Pass sont disponibles en fonction des besoins du voyageur. Le premier est la carte personnelle, vendue au prix de 4 euros, qui est utilisable sur tous les moyens de transport de la métropole pour les titulaires d'abonnements d'Ilévia, y compris le TER Hauts-de-France et le V'Lille. Le deuxième support est la carte non personnelle, vendue au prix de 2 euros. Puisqu'elle est non personnelle, une seule carte est utilisable par plusieurs personnes uniquement pour des voyages occasionnels. Le dernier type de Pass Pass est le ticket rechargeable, destiné principalement à ceux qui voyagent rarement sur le réseau lillois et sur lequel l'usager ne peut charger qu'un unique type de trajet. Ce ticket rechargeable, également prêtable, ne peut être rechargé que dix fois et son prix (0,20 euro) est déduit au cinquième rechargement.
Sur ces trois supports, différentes offres peuvent être chargées. Vendus sous forme physique, les tickets ZAP sont également virtuels et peuvent être chargés sur le support Pass Pass qu'il s'agisse de la carte personnelle, non personnelle ou du ticket rechargeable. Il en est de même pour les nouveaux Pass 2 jours (7,50 euros) et Pass 3 jours (9,50 euros). Les abonnements Rythmo sont également dématérialisés mais ils ne sont accessibles qu'aux possesseurs d'une carte personnelle.
Les achats et rechargements de cartes Pass Pass peuvent s'effectuer chez des commerçants mais également sur les bornes automatiques présentes dans les stations de métro et de tramway, dans les agences d'Ilévia et, pour les détenteurs d'une carte personnelle uniquement, sur Internet. Seuls les achats de cartes sont possibles auprès des conducteurs de bus.

#### Financement
C'est le conseil de communauté de la métropole européenne de Lille qui décide des évolutions tarifaires en matière de transports en commun, et ce depuis la dissolution du syndicat mixte d'exploitation des transports en commun de la communauté urbaine de Lille le 31 décembre 2009. La communauté urbaine assure aussi une grande partie du financement des transports publics. Elle prend en charge deux tiers des coûts d'exploitation (estimés en 2010 à cinquante millions d'euros), ce qui permet à l'utilisateur du réseau de ne payer que le tiers du coût réel d'un voyage ou d'un abonnement. L'intercommunalité finance également les infrastructures nécessaires à l'exploitation du métro (ateliers, garages, stations et voies) et le matériel roulant (rames de métro mais également les bus et les tramways).
D'autres collectivités peuvent aussi être amenées à participer au financement de certains projets. Dans le cadre du Grenelle Environnement mis en place en 2011, l'État subventionne en partie le projet de doublement de capacité de la ligne 1 à hauteur d'un peu plus de 9 millions d'euros.
Dans le budget 2013 adopté par la LMCU, cette dernière prévoit d'allouer 383 millions d'euros pour le budget mobilité et transport (le premier poste de dépenses), soit une hausse de 17,5 % par rapport au budget 2012. Sur ces 383 millions, 102 millions d'euros sont affectés au doublement des rames et des quais de la ligne 1 et un million d'euros à la nouvelle billettique Pass Pass.

### Trafic
Selon le Centre d'études sur les réseaux, les transports, l'urbanisme et les constructions publiques (CERTU), la ligne 2 est fréquentée en moyenne par 174 800 personnes par jour en automne 2005. Il s'agit de la troisième ligne de métro la plus fréquentée hors Île-de-France. En 2013, la fréquentation quotidienne est estimée à 180 000 voyages sur la ligne.

## Projets de développement

### Transfert de 27 rames vers la ligne 2
La ligne 2 ne fonctionnant pas à sa cadence maximale (une rame toutes les minutes et demie contre une rame par minute pour la cadence maximale), aucun chantier n'est prévu sur cette ligne. Dans le cadre des travaux pour l'allongement des rames circulant sur la ligne 1, 27 rames VAL 208 seront inutilisées sur la ligne 1 puisqu'elles auront été remplacées par les rames Alstom Metropolis de type BOA. Ces 27 rames seront donc transférées vers la ligne 2 pour en augmenter la fréquence. Ce transfert prévu à l'origine pour 2016 a été retardé jusqu'à la fin effective des travaux d'allongement des quais de la ligne 1 et de la livraison des rames Alstom Metropolis, sans doute pas avant début 2026, « au mieux », selon la déclaration de Damien Castelain, président de la Métropole européenne de Lille, en novembre 2023,.

### Prolongement de Saint-Philibert à la gare de Pérenchies
Dans le cadre de la concertation sur l'avenir des transports dans la métropole lilloise, la MEL a présenté un projet de prolongement de la ligne jusqu'à la gare de Pérenchies. Cette hypothétique extension de 1,8 km au-delà de l'actuel terminus de Saint-Philibert permettrait une correspondance entre les lignes TER Hauts-de-France vers le littoral et le réseau de transport en commun Ilévia de l'ouest de la métropole.

## Lieux desservis

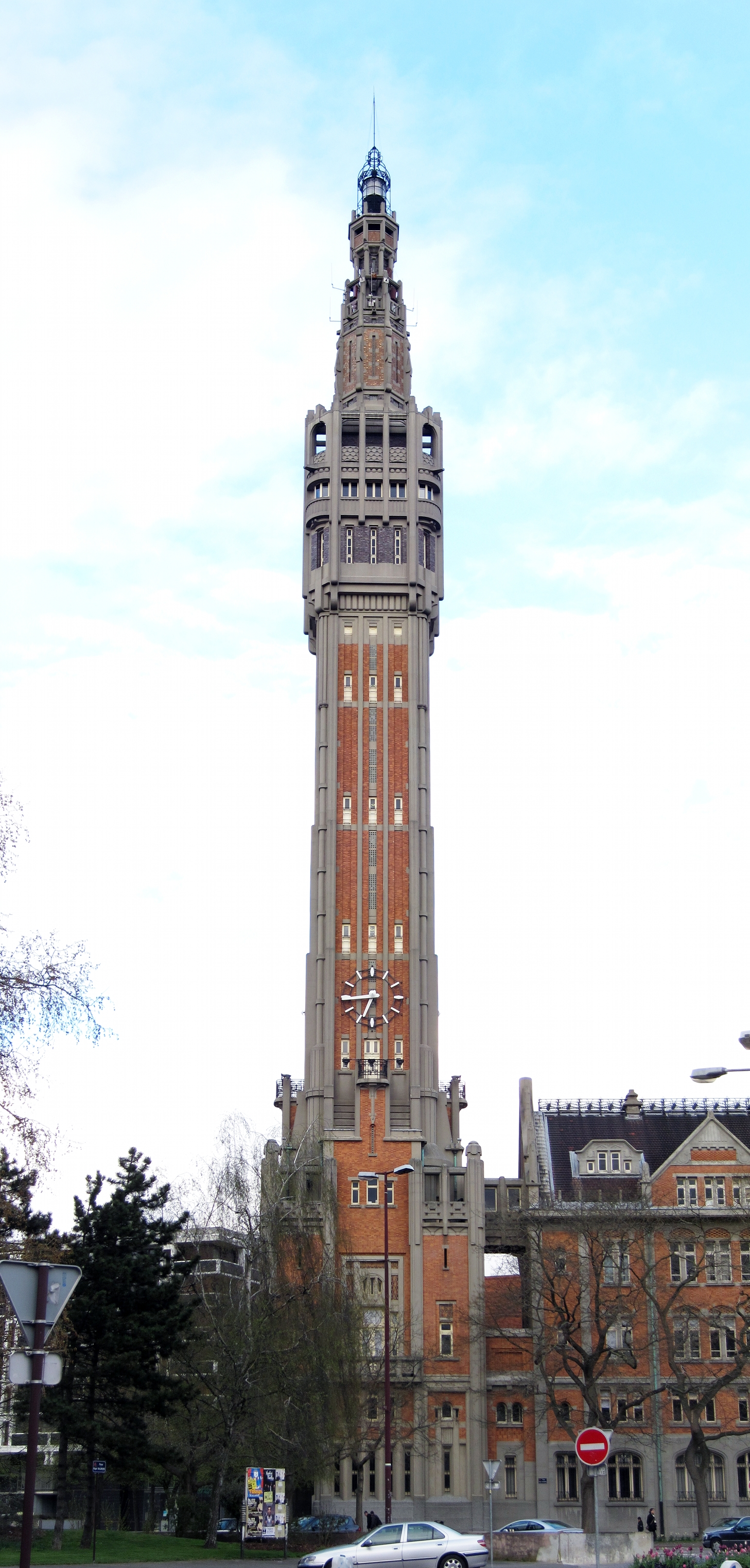
Le beffroi de l'hôtel de ville de Lille, monument historique et inscrit au patrimoine mondial de l'Unesco, est desservi par la station Mairie de Lille.

La ligne dessert quelques lieux à vocation touristique ou historique ainsi que certains points d'animation de la vie de la métropole lilloise.
Le terminus Saint-Philibert permet d'accéder au multiplexe Kinepolis de Lomme. Avec ses 23 salles, ce complexe cinématographique a la particularité d'être le plus grand de France,. Cette même station dessert également l'hôpital Saint-Philibert.
Dans la ville de Lille, la ligne dessert différents espaces culturels. Le Grand Bleu, établissement national de production et de diffusion artistique, est à proximité de Bois Blancs alors que les stations Porte d'Arras et Porte de Douai - Jardin des Plantes permettent de se rendre à la Maison Folie Moulins. Cette Maison folie est une ancienne brasserie qui a été réhabilitée à l'occasion de Lille 2004. Accueillant des événements culturels mais étant également un espace de loisirs, la gare de Lille-Saint-Sauveur est située entre les stations Porte de Valenciennes et Lille Grand Palais. Près de cette dernière, se trouve également le Lille Grand Palais, regroupant un palais des congrès, une salle d'expositions et le Zénith de Lille, une salle de spectacle.
Toujours sur le territoire lillois, la ligne 2 permet de rejoindre rapidement l'institut Pasteur et l'hôtel de région des Hauts-de-France, tous deux près de la station Lille Grand Palais. L'arrêt Mairie de Lille dessert plusieurs monuments historiques : la Porte de Paris, classée en 1875, la Noble Tour classée depuis mars 1922, l'Hospice Gantois, classé en 1923 et 1967, l'hôtel de ville et le beffroi de l'hôtel de ville de Lille tous deux classés en mai 2002. Le beffroi est par ailleurs sur la liste du patrimoine mondial de l'Unesco depuis 2005.
La station Gare Lille-Flandres permet de desservir la gare de Lille-Flandres, qui accueille 21 millions de voyageurs par an, mais également le centre commercial Euralille, l'Aéronef (salle de spectacle), le Tri Postal (lieu d'expositions sur 6 000 m2) ainsi que la porte de Roubaix, monument historique depuis 1929. Quant à la station Gare Lille-Europe, elle se trouve sous la gare de Lille-Europe et permet donc un accès rapide à cette dernière.
À Mons-en-Barœul, la ligne passe à proximité du fort de Mons (station Fort de Mons). Construit à la fin du XIXe siècle, il est vendu par l'armée à la ville dans les années 1970. Le fort a ensuite été rénové pour y aménager le Centre socio-culturel du Fort en 1984 puis la Maison folie du Fort pour l'événement culturel Lille 2004.
À Roubaix, les différentes stations situées desservent plusieurs lieux importants de la ville tels la Grand-Place et l'hôtel de ville, monument historique depuis 1998, desservis par Roubaix - Grand-Place. Le pôle d'échanges de Roubaix se trouve à proximité de la station Eurotéléport tandis que La Piscine est proche de l'arrêt Gare Jean-Lebas Roubaix. La Piscine est un musée qui a ouvert ses portes en 2001 sur les lieux d'une ancienne piscine inaugurée en 1932 puis fermée pour raisons de sécurité en 1985. Le Fresnoy, complexe culturel comprenant entre autres une école en formation artistique et un cinéma, est certes installé à Tourcoing mais un accès rapide est possible à partir de la station Alsace - Plaine Images située à Roubaix. Il en est de même pour la Plaine Images, ancienne friche industrielle située à la fois sur Roubaix et Tourcoing et reconvertie en quartier voué à l'industrie de l'image (audiovisuel, jeu vidéo ou encore la réalité augmentée). Des sociétés comme Ankama, Télé Melody ou Wakanim y ont leur siège. L'hôtel de ville de Tourcoing et l'église Saint-Christophe, respectivement monuments historiques depuis 1981 et 1992, sont à proximité de Tourcoing - Centre tandis que le terminus CH Dron dessert le centre hospitalier Gustave-Dron.